# Necroko
Necroko es una superheroína y magical girl ficticia que aparece en los cómics estadounidenses publicados por la editorial Marvel Comics.

## Historia de publicación
El personaje fue creado por la persona guionista Alyssa Wong y el dibujante Ken Niimura, apareciendo por primera vez Extreme Venomverse #4, publicado en julio de 2023.

## Biografía ficticia
Ellie Ellison era una estudiante corriente enamorada de su compañera del colegio, Parker Piper, que un día se encontró con un lazo mágico unido a un simbionte, el cual le otorgó poderes que utilizó para luchar contra el crimen, adoptando la identidad de Necroko.
Un día, cuando unos monstruos atacaron el colegio, Ellie se transformó en Necroko para derrotarlos y devorarlos a través del simbionte, salvando además a Parker. Tras esto Piper se mostró muy agradecida, volviéndose una gran admiradora de Necroko sin saber que en realidad se trataba de su compañera.
Tiempo después, Necroko se vio forzada a combatir junto a otros simbiontes en Tierra-616 contra Carnage, después de que este comenzara a viajar por el multiverso asesinando a versiones alternativas de Venom en busca del poder absoluto. Necroko fue dada por muerta en la batalla, pero Cullen Bunn, el escritor de la serie, confirmó a través de redes sociales que en realidad sobrevivió.

## En otros medios
- Necroko apareció como personaje jugable en el videojuego Marvel Puzzle Quest como parte de un evento especial llevado a cabo del 7 al 9 de abril de 2024, durante el cual fue posible adquirir el personaje.[7]

## Recepción
Liam MgGuire, de Looper, elogió la historia creada por Alyssa Wong y Ken Niimura para Ellie y Parker, calificando a Necroko como un personaje «con algo especial», y afirmando que Marvel debería contar más historias del personaje.